# Neuville-les-Dames
Neuville-les-Dames es una comuna francesa situada en el departamento de Ain, de la región de Auvernia-Ródano-Alpes.

## Demografía
| 1 059 | 1 062 | 1 069 | 1 064 | 1 141 | 1 231 | 1 538 | 1 492 | 1 510 |
| Para los censos de 1962 a 1999 la población legal corresponde a la población sin duplicidades (Fuente: INSEE [Consultar]) |       |       |       |       |       |       |       |       |